# Loxostegopsis merrickalis
Loxostegopsis merrickalis is een vlinder uit de familie van de grasmotten (Crambidae). De wetenschappelijke naam van deze soort is voor het eerst voorgesteld als Pyrausta merrickalis door William Barnes en James Halliday McDunnough in een publicatie 1918.
De soort komt voor in Canada en de Verenigde Staten.